# KrAZ-5233
Der Lastkraftwagen KrAZ-5233 (ukrainisch КрАЗ-5233) ist ein zweiachsiger Lkw-Typ des ukrainischen Fahrzeugherstellers KrAZ, der seit 2008 in Serie produziert wird. Die dreiachsige Variante des Fahrzeugs ist der KrAZ-6322.

## Technische Daten
Der KrAZ-5233 ist mit einem Achtzylinder-Dieselmotor aus dem Jaroslawski Motorny Sawod ausgestattet, der bei einem Hubraum von 14.860 cm3 eine Leistung von 243 kW erreicht. Beispielhaft seien hier die Daten der Modellvariante KrAZ-5322BE aufgeführt:
- Motor: Achtzylinder-Dieselmotor
- Hubraum: 14.860 cm³
- Leistung: 243 kW (330 PS)
- Motortyp: JaMZ-238DE2
- Getriebe: JaMZ-2381
- Kupplung: JaMZ-183
- Antriebsformel: 4×4
- Treibstoffverbrauch: 35 l/100 km
- Reifengröße: 550/75R21
- Zuladung: 6.000 kg

Ähnlich den dreiachsigen Lastkraftwagen (KrAZ-6322) sind die Fahrzeuge auf die Anforderungen des Militärs abgestimmt. Hohe Wattiefen und die Fähigkeit, Steigungen von bis zu 60 Prozent zu überwinden, finden sich bei allen Modellen.

## Modellvarianten
Vom Hersteller werden aktuell vier unterschiedliche Versionen des Fahrzeugs angeboten:
- KrAZ-5233HE type 1 – Fahrgestell ohne Aufbau
- KrAZ-5233HE type 2 – siehe type 1
- KrAZ-5233BE – Pritschausführung mit Plane
- KrAZ-5233H2 – Fahrgestell ohne Aufbau, 4x2
- Die ukrainischen Mannschaftstransporter KrAZ Hulk und Shrek One aus den 2010er-Jahren basieren auf dem 4×4-Fahrgestell des KrAZ-5233 bzw. KrAZ-5233НЕ.